# Pierrefitte (Deux-Sèvres)
Pierrefitte is een gemeente in het Franse departement Deux-Sèvres (regio Nouvelle-Aquitaine) en telt 307 inwoners (1999). De plaats maakt deel uit van het arrondissement Bressuire.

## Geografie
De oppervlakte van Pierrefitte bedraagt 16,3 km², de bevolkingsdichtheid is 18,8 inwoners per km².
De onderstaande kaart toont de ligging van Pierrefitte (Deux-Sèvres) met de belangrijkste infrastructuur en aangrenzende gemeenten.

## Demografie
Onderstaande figuur toont het verloop van het inwonertal (bron: INSEE-tellingen).